# Juticalpa (kommun)
Juticalpa är en kommun i Honduras.   Den ligger i departementet Departamento de Olancho, i den centrala delen av landet, 110 km nordost om huvudstaden Tegucigalpa. Antalet invånare är 84 641.